# 西宮市立甲陽園小学校
西宮市立甲陽園小学校（にしのみやしりつ こうようえんしょうがっこう）は、兵庫県西宮市甲陽園本庄町に所在する公立小学校。

## 沿革
- 1968年（昭和43年）4月1日 - 西宮市立大社小学校から分離して開校。

## 通学区域
- 神園町（3～16番）、甲陽園山王町、甲陽園本庄町、甲陽園日之出町、甲陽園若江町、甲陽園西山町、甲陽園目神山町、奥畑（8番）、神原（14･15番）、甲山町、六軒町、五月ケ丘、新甲陽町、甲陽園東山町[1]

※卒業後は基本的に西宮市立大社中学校若しくは西宮市立上ケ原中学校に進学する。

## 通学区域が隣接している学校
- 西宮市立神原小学校
- 西宮市立広田小学校
- 西宮市立上ケ原南小学校
- 西宮市立上ケ原小学校
- 西宮市立苦楽園小学校